# Leucania fallaciosa
Leucania fallaciosa är en fjärilsart som beskrevs av Charles E. Rungs 1955. Leucania fallaciosa ingår i släktet Leucania och familjen nattflyn. Inga underarter finns listade i Catalogue of Life.